# Berchemia longiracemosa
Berchemia longiracemosa är en brakvedsväxtart som beskrevs av Shunki Okuyama. Berchemia longiracemosa ingår i släktet Berchemia och familjen brakvedsväxter. Inga underarter finns listade i Catalogue of Life.